# الدوري الإيطالي 1946–47
الدوري الإيطالي الدرجة الأولى 1946–47 (بالإيطالية: Serie A 1946-1947) هو موسم من الدوري الإيطالي الدرجة الأولى. أقيم خلال الفترة 22 سبتمبر 1946 وحتى 6 يوليو 1947، وفاز فيه نادي تورينو.